# Proszowianka Proszowice
Proszowianka Proszowice – klub sportowy z tradycjami sięgającymi roku 1916.

## Historia
MKS Nowa Proszowianka Proszowice – klub sportowy, który powstał w sierpniu 2008 roku po fuzji MKS Proszowice i UMGKS Proszowianka, przyjmując początkowo nazwę MGKS Proszowianka. Klub kontynuuje tradycje KS Proszowianka, który ogłosił upadłość w 2006 roku.
Obecna nazwa – Miejski Klub Sportowy Nowa Proszowianka Proszowice – została przyjęta 16 czerwca 2011 roku. Konieczność dodania członu "Nowa" wynikała z wymogów rejestracyjnych w Krajowym Rejestrze Sądowym.
W sezonie 2023/2024 występuje w Klasie okręgowej, gr. Kraków I.
| Sezon     | Liga                               |
| --------- | ---------------------------------- |
| 2015/2016 | IV liga, gr małopolska (zachodnia) |
| 2016/2017 | IV liga, gr małopolska (zachodnia) |
| 2017/2018 | klasa okręgowa, gr. Kraków I       |
| 2018/2019 | klasa okręgowa, gr. Kraków I       |
| 2019/2020 | klasa okręgowa, gr. Kraków I       |
| 2020/2021 | IV liga, gr małopolska (zachodnia) |
| 2021/2022 | klasa okręgowa, gr. Kraków I       |
| 2022/2023 | klasa okręgowa, gr. Kraków I       |
| 2023/2024 | klasa okręgowa, gr. Kraków I       |

## Stadion
Stadion Miejskiego Ośrodka Sportu i Rekreacji w Proszowicach; (pierwsze boisko powstało najprawdopodobniej w 1922 roku):
- Pojemność: 2000 miejsc (900 siedzących)
- Wymiary boiska: 105 × 70 m

## Występy i sukcesy
- Gra w III lidze w sezonach 1999/2000 – 2003/2004
- 3 miejsce w III lidze w sezonie 2001/2002

## Szkoleniowcy
Trenerami zespołu byli Czesław Palik, Wojciech Stawowy.

## Kadra – 2011/12
| Nr         | Gracz                 | Data urodzenia       | Wzrost/waga   | Rok przyjścia | Poprzedni klub         |
| Bramkarze  | Bramkarze             | Bramkarze            | Bramkarze     | Bramkarze     |                        |
| ---------- | --------------------- | -------------------- | ------------- | ------------- | ---------------------- |
|            | Marcin Adamus         | 28 stycznia 1992     | 182 cm/68 kg  | 2011          | wychowanek             |
|            | Marcin Łątka          | 24 kwietnia 1992     | 187 cm/75 kg  | 2011          | wychowanek             |
|            | Dominik Zawartka      | 17 czerwca 1984      | 178 cm/74 kg  | 2009          | Sokół Kocmyrzów        |
| Obrońcy    |                       |                      |               |               |                        |
|            | Mateusz Grzegorczyk   | 23 października 1988 | 183 cm/75 kg  | 2010          | Strumyk Jakubowice     |
|            | Wojciech Jelonkiewicz | 29 stycznia 1990     | 177 cm/56 kg  | 2009          | wychowanek             |
|            | Rafał Sołek           | 27 kwietnia 1992     |               | 2010          | wychowanek             |
|            | Łukasz Szaporów       | 23 maja 1981         | 187 cm/85 kg  | 2008          | MKS Proszowice         |
|            | Kamil Przyjemski      | 1 lipca 1991         |               | 2011          | Agricola Klimontów     |
| Pomocnicy  |                       |                      |               |               |                        |
|            | Sławomir Gałkowski    | 29 lipca 1990        | 175 cm/64 kg  | 2008          | wychowanek             |
|            | Olaf Gorzkowski       | 29 stycznia 1992     | 178 cm/68 kg  | 2009          | wychowanek             |
|            | Maksymilian Kozerski  | 1 lutego 1991        | 178 cm/72 kg  | 2011          | Szreniawa Nowy Wiśnicz |
|            | Michał Perlik         | 10 maja 1991         | cm/kg         | 2009          | wychowanek             |
|            | Adam Przeniosło       | 19 września 1988     | 1775 cm/72 kg | 2011          | Garbarnia Kraków       |
|            | Tomasz Przeniosło     | 3 września 1985      | 176 cm/72 kg  | 2008          | MKS Proszowice         |
|            | Dawid Wrona           | 6 lutego 1989        | 180 cm/70 kg  | 2008          | MKS Proszowice         |
| Napastnicy |                       |                      |               |               |                        |
|            | Patryk Kowalski       | 10 sierpnia 1991     | 172 cm/66 kg  | 2009          | wychowanek             |
|            | Paweł Sowa            | 22 czerwca 1988      | 172 cm/66 kg  | 2009          | MKS Proszowice         |
|            | Maciej Przeniosło     | 19 września 1988     | 165 cm/55 kg  | 2009          | Szreniawa Nowy Wiśnicz |
|            | Mateusz Stopiński     | 14 lipca 1990        |               | 2009          | wychowanek             |